# Polowinnoje (Kurgan, Polowinski)
Polowinnoje (russisch Полови́нное) ist ein Dorf (selo) in der Oblast Kurgan in Russland mit 4645 Einwohnern (Stand 14. Oktober 2010).

## Geographie
Der Ort liegt knapp 90 km Luftlinie südsüdöstlich des Oblastverwaltungszentrums Kurgan im Südteil des Westsibirischen Tiefland. Er befindet sich am Westufer des abflusslosen Polowinnoje-Sees, etwa 8 km entfernt von der Staatsgrenze zu Kasachstan.
Polowinnoje ist Verwaltungszentrum des Rajons Polowinski sowie Sitz der Landgemeinde (selskoje posselenije) Polowinski selsowet, zu der außerdem die Dörfer Dubrowka (4 km nordöstlich), Filippowo (14 km südöstlich) und Petrowka (4 km südlich) sowie die Siedlung Trubezkoi (7 km südlich) gehören.

## Geschichte
Das Dorf wurde 1750 gegründet. Seit 1924 ist Polowinnoje Verwaltungssitz eines nach ihm benannten Rajons.

### Bevölkerungsentwicklung
| Jahr | Einwohner |
| ---- | --------- |
| 1897 | 1559      |
| 1939 | 3272      |
| 1959 | 3766      |
| 1970 | 4370      |
| 1979 | 4962      |
| 1989 | 5117      |
| 2002 | 5221      |
| 2010 | 4645      |

Anmerkung: Volkszählungsdaten

## Verkehr
In Polowinnoje befindet sich die Station Sauralje bei Kilometer 76 der 1959 eröffneten Bahnstrecke, die bei der Station Utjak östlich von Kurgan von der Südroute der Transsibirischen Eisenbahn Tscheljabinsk – Omsk abzweigt und in das knapp 200 km südlich gelegene kasachische Nowoischim an der Strecke Qostanai – Kökschetau führt. Sie wurde 1991 bis Sauralje elektrifiziert, 1993 weiter in Richtung Kasachstan.
Das Dorf liegt an der Regionalstraße 37K-0004, die Kurgan mit einem Grenzübergang nach Kasachstan bei Woskressenskoje, 20 km südwestlich von Polowinnoje, verbindet und nach gut 30 weiteren Kilometern die A21 Qostanai – Mamljut erreicht.